# Stříbrná Lhota
Stříbrná Lhota je základní sídelní jednotka a katastrální území, tvořící západní okraj města Mníšku pod Brdy v okrese Praha-západ. V roce 2001 čítala v 71 domech 109 stálých obyvatel.
Stříbrná Lhota se rozkládá kolem silnice vedoucí z Mníšku pod Brdy na Stříbrnou Lhotu (dále na Roviny a také na Kytín). Do Stříbrné Lhoty jezdí autobusová linka 320 pražské integrované dopravy ze Smíchovského nádraží, končící v zastávce Mníšku pod Brdy,Stříbrná Lhota. Ve vzdálenosti cca jednoho kilometru se nachází rekreační chatová oblast Roviny.

## Galerie

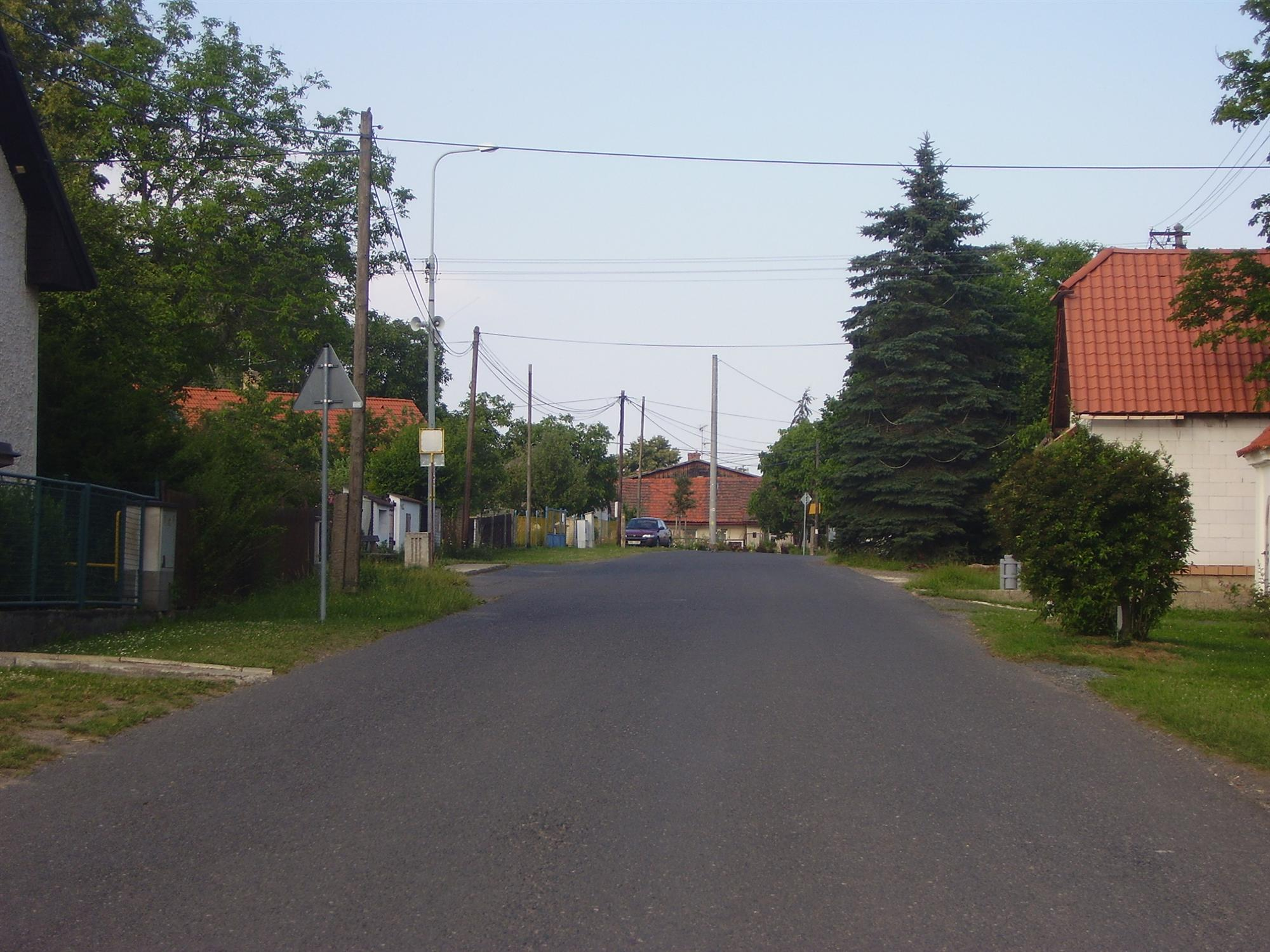
Pohled po silnici směrem k Mníšku pod Brdy
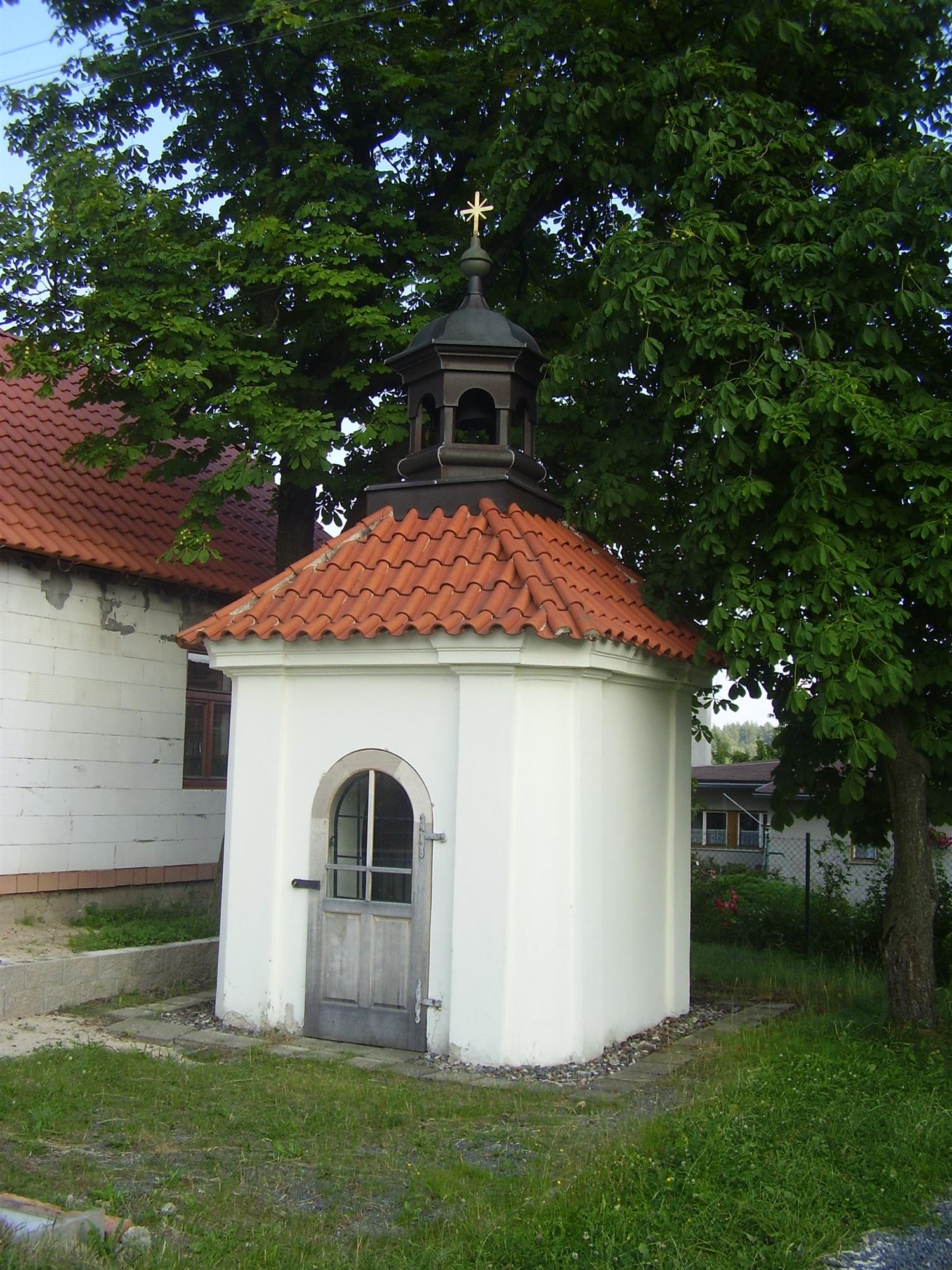
Kaplička ve Stříbrné Lhotě